# You Belong to Me
«You Belong to Me» (с англ. — «Ты принадлежишь мне») ― романтическая популярная баллада 1950-х годов.

## История
Авторство песни приписывается Чилтону Прайсу, Пи Ви Кингу и Редду Стюарту.
Изначально Прайс написал песню под названием «Hurry Home to Me» (Спеши домой ко мне), подразумевая мольбу американской женщины к возлюбленному, служащему за границей во время Второй мировой войны. Получив разрешение на написание песни, Кинг и Стюарт немного скорректировали композицию Прайса в музыкальном и лирическом плане, они решили создать универсальную песню о разлученных влюбленных и изменили название на «You Belong to Me» (Ты принадлежишь мне). Прайс ранее уже сочинил хит «Slow Poke», который имел успех.
Первая запись песни была сделана в феврале 1952 года певицей Джони Джеймс. Она увидела ноты и слова песни привлекли её. Джеймс записала песню в Чикаго, она была выпущена в марте на местном лейбле Sharp Records. Позже Джо Стаффорд, Патти Пейдж, Элла Фитцджеральд и Дин Мартин записали свои версии этой песни. Самая известная версия песни начала 1952 года была записана певицей Сью Томпсон. Вскоре Патти Пейдж также перепела песню. Её версия вошла в чарты Billboard 22 августа 1952 года и продержалась там 12 недель, достигнув пика на 4-м месте.
Кавер-версия Джо Стаффорд стала самой популярной. Выпущенная лейблом Columbia Records она стала самым крупным хитом Стаффорд, возглавив чарты как в США, так и в Великобритании. Версия Дина Мартина, выпущенная Capitol Records также была востребована.

## Другие версии
- Версия группы The Duprees также вошла в Топ-10 Billboard, достигнув 7-го места в 1962 году[7] .
- Акустическая версия была записана Бобом Диланом для альбома Good as I Been to You.

Песня вошла в саундтрек ряда фильмов:
- Версия Вонды Шепард часто использовалась в телесериале «Элли Макбил».
- Версия Джейсона Уэйда вошла в саундтрек мультфильма «Шрек».
- Певица Тори Эймос также записала свою версию для фильма «Улыбка Моны Лизы» в 2003 году.
- Актриса Роуз Макгоуэн спела её в фильме «Грайндхаус».